# NANA (歌手)
NANA（なな）は、日本の女性歌手。以前はランティスに所属していた。

## 概要
主にアダルトゲームの主題歌を担当しており、Elements Gardenを始めとする様々なサウンドクリエイターのプロデュースの元で音楽活動をしている。彼女が担当した曲はゲームの特典音楽CDやサウンドトラック、ゲームメーカーやサウンドクリエイターによるボーカルコレクションCD等で聞くことができるものが多い。
2008年9月25日、Mellow Headより初のベストアルバム『NANA』を発売した。
また、デビューから長年ライブ出演は行っていなかったが、2014年1月に開催された「暴れ祭り2014」に出演し、それ以降は頻繁ライブ出演を行っており、ライブ出演の情報ついては知り合いである石田燿子のホームページで確認する事が出来る。
2015年7月5日、公式Twitterアカウントを取得し、情報発信開始。

## ディスコグラフィ

### シングル
| 枚  | 発売日        | タイトル          | 規格品番  | レーベル              | オリコン 最高位 |
| --- | ------------- | ----------------- | --------- | --------------------- | --------------- |
| 1st | 2005年4月27日 | Dreaming Continue | LACM-4193 | ランティス            | 圈外            |
| 2nd | 2006年9月29日 | Ashberry          | OVCD-1    | OVERDRIVE（自主制作） | 圈外            |
| 3rd | 2012年5月30日 | 片恋              | QECB-40   | b-green               | 圈外            |

#### コラボレーション・シングル
| 枚  | 発売日        | タイトル               | 名義              | 規格品番  | オリコン 最高位 |
| --- | ------------- | ---------------------- | ----------------- | --------- | --------------- |
| 1st | 2009年1月30日 | 祝福のカンパネラ       | 佐藤ひろ美 & NANA | HBMS-308  | 106位           |
| 2nd | 2009年4月24日 | Promise 〜月夜の記憶〜 | 佐藤ひろ美 & NANA | PBCS-0007 | 176位           |

### アルバム
| 枚  | 発売日        | タイトル | 規格品番  | レーベル    | 最高位 |
| --- | ------------- | -------- | --------- | ----------- | ------ |
| 1st | 2008年9月25日 | NANA     | LHCA-5092 | Mellow Head | 圈外   |

### タイアップ一覧
| 曲名                          | タイアップ                                                                                | 使用年 |
| ----------------------------- | ----------------------------------------------------------------------------------------- | ------ |
| グリーン・グリーン            | PCゲーム『グリーングリーン』オープニングテーマ                                            | 2001年 |
| 君のなかの勇気                | PCゲーム『フーリガン』東郷ひろみルートエンディングテーマ                                  | 2001年 |
| スカート                      | PCゲーム『グリーングリーン』イメージソング                                                | 2002年 |
| キャラメル                    | PCゲーム『グリーングリーン』イメージソング                                                | 2002年 |
| 片恋                          | Playstation 2専用ソフト『グリーングリーン』双葉ルートエンディングテーマ                   | 2003年 |
| wish                          | Playstation 2専用ソフト『グリーングリーン』若葉ルートエンディングテーマ                   | 2003年 |
| Precious flap                 | PCゲーム『結い橋詰めちゃいましたPRO』オープニングテーマ                                   | 2003年 |
| 恋愛☆Teacher                  | PCゲーム『今宵も召しませ AliceTale』主題歌                                                | 2003年 |
| DO☆キュン!!                   | PCゲーム『ぱすてるキッチン ～ブルーベルへようこそっ!～』オープニングテーマ                | 2003年 |
| 恋風吹くたび                  | テレビアニメ『グリーングリーン』イメージソング                                            | 2003年 |
| ...HAPPY                      | テレビアニメ『グリーングリーン』イメージソング                                            | 2003年 |
| 朱                            | PCゲーム『朱 -Aka-』挿入歌                                                                | 2003年 |
| 届きますように                | PCゲーム『Like Life』エンディングテーマ                                                   | 2004年 |
| 魔法と恋のカンケイ。          | PCゲーム『魔法とHのカンケイ。』オープニングテーマ                                         | 2004年 |
| バイバイ                      | PCゲーム『グリーングリーン2 恋のスペシャルサマー』川瀬真菜ルートエンディングテーマ        | 2004年 |
| カーニバル                    | PCゲーム『CARNIVAL』オープニングテーマ                                                    | 2004年 |
| 星☆に願いを                   | PCゲーム『お願いお星さま』オープニングテーマ                                              | 2004年 |
| SHOOTING STAR                 | PCゲーム『お願いお星さま』エンディングテーマ                                              | 2004年 |
| Dreaming Continue             | PCゲーム『ぱすてるチャイムContinue』オープニングテーマ                                    | 2005年 |
| Refrain                       | PCゲーム『プリンセスうぃっちぃず』挿入歌                                                  | 2005年 |
| GREEN GREEN（Graduation Mix） | PCゲーム『グリーングリーン3 ハローグッバイ』朽木双葉ルートエンディングテーマ              | 2005年 |
| In my Life                    | PCゲーム『思春期』エンディングテーマ                                                      | 2005年 |
| dissonant chord               | PCゲーム『PRINCESS WALTZ』オープニングテーマ                                              | 2006年 |
| Dawn walker                   | PCゲーム『PRINCESS WALTZ』エンディングテーマ                                              | 2006年 |
| Ashberry                      | PCゲーム『エーデルワイス』オープニングテーマ                                              | 2006年 |
| Be_Natural                    | PCゲーム『こんな娘がいたら僕はもう…!!』オープニングテーマ                                 | 2006年 |
| 蕾姫ってコトで!               | PCゲーム『エーデルワイス』イメージソング                                                  | 2007年 |
| ミラクルをマジ☆マジカル       | PCゲーム『虹色あるけミカン』オープニングテーマ                                            | 2007年 |
| ナギサの                      | PCゲーム『ナギサの』主題歌                                                                | 2007年 |
| KISS ME? KISS YOU!            | PCゲーム『妻ようじ2 〜ボクは人妻添乗員〜』オープニングテーマ                              | 2008年 |
| Lucky Power☆                  | PCゲーム『ラッキー×クロス』主題歌                                                         | 2008年 |
| Try on!                       | PCゲーム『てとてトライオン!』オープニングテーマ                                           | 2008年 |
| てとて、ぎゅっと              | PCゲーム『てとてトライオン!』エンディングテーマ                                           | 2008年 |
| Growth of mind                | PCゲーム『ティンクル☆くるせいだーす』2ndオープニングテーマ                                | 2008年 |
| 笑顔にかえて                  | PCゲーム『FairlyLife』エンディングテーマ                                                  | 2008年 |
| コンチェルトノート            | PCゲーム『コンチェルトノート』オープニングテーマ                                          | 2008年 |
| 祝福のカンパネラ              | PCゲーム『祝福のカンパネラ』オープニングテーマ                                            | 2009年 |
| 夏の鼓動                      | PCゲーム『もみちゅぱティーチャー! ～巨乳姉妹と三角関係～』オープニングテーマ              | 2009年 |
| 幸せな未来へ                  | PCゲーム『もみちゅぱティーチャー! ～巨乳姉妹と三角関係～』エンディングテーマ              | 2009年 |
| ふれあ☆こんぷれっくす         | PCゲーム『ふわりコンプレックス』主題歌                                                    | 2009年 |
| Promise 〜月夜の記憶〜        | PCゲーム『マジスキ 〜Marginal Skip〜』主題歌                                              | 2009年 |
| Showtime!!                    | パチスロ『シークレットプリンセス』搭載曲                                                  | 2009年 |
| 白鴎行路 -その行く先-         | PCゲーム『鴎城異聞 第一聞「彼が死ななければいけなかった理由」』オープニングテーマ         | 2009年 |
| キミと魔法のすごし方          | PCゲーム『まじからっと☆れいでぃあんと』オープニングテーマ                                 | 2010年 |
| マル秘☆恋愛法則               | PCゲーム『アッチむいて恋』オープニングテーマ                                              | 2010年 |
| ぺったんこLOVE                | PCゲーム『ぺたぺた』オープニングテーマ                                                    | 2010年 |
| 恋する神通力                  | PCゲーム『ねこ☆こい! 〜猫神さまとネコミミのたたり〜』オープニングテーマ                   | 2010年 |
| Sugar and Spice               | PCゲーム『FUTA・ANE 〜ふたあね〜 better & sweet』第2章オープニングテーマ                  | 2010年 |
| Triangle                      | PCゲーム『FUTA・ANE 〜ふたあね〜 better & sweet』エンディングテーマ                       | 2010年 |
| Love prayer                   | PCゲーム『おキツネ様の恋するおまじない』オープニングテーマ                                | 2010年 |
| この日のままで                | PCゲーム『グリザイアの果実』小嶺幸ルートエンディングテーマ                                | 2011年 |
| 太陽のプロミア                | PCゲーム『太陽のプロミア』オープニングテーマ                                              | 2011年 |
| たからもの 〜Flowering〜      | PCゲーム『太陽のプロミア』エンディングテーマ                                              | 2011年 |
| Explorer World                | PCゲーム『カミカゼ☆エクスプローラー!』オープニングテーマ                                  | 2011年 |
| 幸せのサイン                  | PCゲーム『Lunaris Filia 〜キスと契約と真紅の瞳〜』エンディングテーマ                      | 2011年 |
| むりやりオトメDAYS!           | PCゲーム『むりやり!? オトメDAYS』オープニングテーマ                                       | 2011年 |
| 神がかりクロスハート!         | PCゲーム『神がかりクロスハート!』エンディングテーマ                                       | 2011年 |
| 片恋                          | PCゲーム『おしえて☆エッチなレシピ -アナタとワタシのあま〜いせいかつ!-』エンディングテーマ | 2011年 |
| My Treasure Ship              | PCゲーム『かみデレ』エンディングテーマ                                                    | 2011年 |
| LOVE ADVENTURE                | PCゲーム『Justy×Nasty 〜魔王はじめました〜』オープニングテーマ                            | 2011年 |
| 春色メロディ                  | PCゲーム『ひとつ飛ばし恋愛』オープニングテーマ                                            | 2013年 |
| Secret!                       | PCゲーム『ひめごとユニオン』オープニングテーマ                                            | 2013年 |
| Paint A Future                | PCゲーム『ワルキューレロマンツェ More&More』オープニングテーマ                            | 2013年 |
| GREEN DAY                     | PCゲーム『グリーングリーン OVERDRIVE EDITION』オープニングテーマ                          | 2013年 |
| ずっとずっと                  | PCゲーム『まじかりっく⇔スカイハイ 〜空飛ぶホウキに想いをのせて〜』エンディングテーマ      | 2013年 |
| 未来の風が吹く                | PCゲーム『ALIA's CARNIVAL!』オープニングテーマ                                            | 2014年 |
| 悠久の場所                    | PCゲーム『ALIA's CARNIVAL!』エンディングテーマ                                            | 2014年 |
| 永遠の季節                    | PCゲーム『Love Sweets』オープニングテーマ                                                 | 2014年 |
| Escalation heart              | PCゲーム『超昂天使エスカレイヤーR』オープニングテーマ                                     | 2014年 |
| ネガイミズ                    | PCゲーム『鯨神のティアスティラ』オープニングテーマ                                        | 2015年 |
| sail to a new world           | PCゲーム『イブニクル』オープニングテーマ                                                  | 2015年 |
| Stories                       | PCゲーム『アンラッキーリバース』エンディングテーマ                                        | 2015年 |
| Shiny Sky Shiny Days          | PCゲーム『まいてつ Last Run!!』ふかみルートエンディングテーマ                             | 2020年 |

### 参加作品
| 発売日         | 商品名                                                                           | 歌               | 楽曲 | 備考 |
| -------------- | -------------------------------------------------------------------------------- | ---------------- | --- | ---- |
| 2001年12月21日 | グリーン グリーン オリジナルサウンドトラック                                     | NANA             | 「グリーン・グリーン」 |      |
| 2001年12月29日 | フーリガン オリジナルサウンドトラック                                            | NANA             | 「君のなかの勇気」 |      |
| 2002年3月27日  | グリーングリーン ヴォーカルアルバム 鐘ノ音ラバー                                 | NANA             | 「スカート」 「キャラメル」 「グリーングリーン ～マジッスか!?mix～」                                                                                       |      |
| 2002年7月24日  | milktub Self Re-Mix                                                              | NANA             | 「グリーングリーン (Self Re-Mix)」 |      |
| 2003年5月1日   | 「グリーングリーン」オリジナルサウンドヴォーカルアルバム 鐘ノ音ヘブン            | NANA             | 「片恋」 「wish」 |      |
| 2003年5月4日   | 「結い橋リニューアル版VocalCD 「feather」                                        | NANA             | 「Precious flap」 |      |
| 2004年6月25日  | GWAVE 2003 2nd Beat                                                              | NANA             | 「恋愛☆Teacher」 |      |
| 2006年4月28日  | PRINCESS WALTZ Original Sound Track                                              | NANA             | 「dissonant chord」 「Dawn walker」 |      |
| 2007年3月28日  | サンセット・サンライズ                                                           | NANA             | 「蕾姫ってコトで！」 |      |
| 2008年8月6日   | Elements Garden                                                                  | 榊原ゆい、NANA   | 「Growth of mind」 |      |
| 2009年9月2日   | Elements Garden II -TONE CLUSTER-                                                | NANA             | 「星☆に願いを」 「ふれあ☆こんぷれっくす」 |      |
| 2009年9月2日   | Elements Garden II -TONE CLUSTER-                                                | 佐藤ひろ美、NANA | 「祝福のカンパネラ」 |      |
| 2010年1月27日  | シークレットプリンセス ミュージックコレクション                                  | NANA             | 「Showtime!!」 |      |
| 2010年3月10日  | まじからっと☆れいでぃあんと オリジナルサウンドトラック                           | NANA             | 「キミと魔法のすごし方」 |      |
| 2010年9月22日  | Elements Garden III -phenomena-                                                  | NANA             | 「白鴎行路 -その行く先-」 |      |
| 2012年12月28日 | GWAVE 2012 1st Memories                                                          | NANA             | 「神がかりクロスハート!」 |      |
| 2013年7月26日  | GWAVE 2012 2nd Memories                                                          | NANA             | 「LOVE ADVENTURE」 |      |
| 2014年2月28日  | PENCIL VOCAL COLLECTION 04                                                       | 榊原ゆい、NANA   | 「Growth of mind」 |      |
| 2014年2月28日  | PENCIL VOCAL COLLECTION 05                                                       | NANA             | 「夏の鼓動」 「幸せな未来へ」 「Sugar and Spice」 「Triangle」                                                                                             |      |
| 2014年3月28日  | ALIA's CARNIVAL! -THEME SONG COLLECTION!-                                        | NANA             | 「未来の風が吹く」 「悠久の場所」 |      |
| 2014年4月25日  | Love Sweets オリジナルサウンドトラック                                           | NANA             | 「永遠の季節」 |      |
| 2014年4月25日  | ARIELWAVE VOCAL COLLECTION                                                       | NANA             | 「むりやりオトメDAYS!」 「My Treasure Ship」 |      |
| 2014年6月26日  | HOOKSOFT Vocal Collection My Smile Pocket                                        | NANA             | 「届きますように」 |      |
| 2014年7月24日  | HOOKSOFT Vocal Collection My Little Stars                                        | NANA             | 「笑顔にかえて」 |      |
| 2014年8月14日  | Whirlpool Vocal Song Collection Vol.3 Stumble                                    | NANA             | 「幸せのサイン」 「LOVE ADVENTURE」 |      |
| 2014年6月27日  | GWAVE 2013 2nd Progress                                                          | NANA             | 「Secret!」 |      |
| 2014年8月29日  | SHOT FES TWINS                                                                   | NANA             | 「恋する神通力」 「春色メロディ」 「Ashberry」 「恋する神通力 (youにゃん☆かみっくす)」 「春色メロディ (Jumping Lover MIX)」 「Ashberry (Heat Island MIX)」 |      |
| 2014年12月28日 | まじかりっくスカイハイ ～空飛ぶホウキに想いをのせて～ オリジナルサウンドトラック | NANA             | 「ずっとずっと」 |      |
| 2015年2月27日  | 鯨神のティアスティラ オリジナルサウンドトラック                                  | NANA             | 「ネガイミズ」 |      |
| 2015年10月30日 | アンラッキーリバース Sound Track                                                 | NANA             | 「Stories」 |      |
| 2015年12月25日 | GWAVE 2015 1st Colors                                                            | NANA             | 「ネガイミズ」 「sail to a new world」 |      |
| 2020年7月22日  | まいてつ Last Run!! Vocal Complete Album                                         | NANA             | 「Shiny Sky Shiny Days」 |      |